# Kronstädter Schriftstellerprozess
Im Kronstädter Schriftstellerprozess (rum. Procesul scriitorilor germani, „der Prozess der deutschen Schriftstellergruppe“) wurden 1959 im sozialistischen Rumänien die fünf siebenbürgisch-sächsischen Schriftsteller Wolf von Aichelburg, Hans Bergel, Andreas Birkner, Georg Scherg und Harald Siegmund angeklagt und verurteilt. Ihnen wurde vorgeworfen, eine systemfeindliche Vereinigung gebildet und regimefeindliche Literatur in Umlauf gebracht zu haben. Er ist der einzige Prozess der stalinistischen Zeit Rumäniens, der gegen eine Gruppe von Schriftstellern angestrengt wurde.

## Kontext
Wie in anderen osteuropäischen Ländern gab es in Rumänien nach Stalins Tod eine gewisse Entspannung in vielen Bereichen der Gesellschaft. So wurden z. B. die Arbeiten am Donau-Schwarzmeer-Kanal 1953 eingestellt und das Herrschaftsprinzip der „kollektiven Führung“ nachgeahmt. Dieses „kleine Tauwetter“ äußerte sich in der Popularität und öffentlichen Präsenz von neuen literarischen Protagonisten wie Nicolae Labiş in der rumänischsprachigen und Hans Bergel in der deutschsprachigen Literatur. Auf Seiten der Schriftsteller und Kulturschaffenden entwickelte sich, besonders nach Chruschtschows „Geheimrede“ auf dem 20. Parteitag der KPdSU, eine immer stärkere Tendenz zu mehr künstlerischer Freiheit.
Nach dem Ungarischen Volksaufstand vermehrten sich allerdings ab Mitte 1957 Anzeichen einer neuen „Eiszeit“. Auf dieser Basis gab es zwischen 1958 und 1960 ca. 120.000 prophylaktische Verhaftungen gegen Personen, die in Zusammenhang mit dem ungarischen Volksaufstand gebracht wurden oder bereits vorher liberale Haltungen gezeigt hatten.

## Anklage
Die Anklage stützte sich auf Fakten, die die Securitate in erfundene Bezüge stellte und mit Unterstellungen und Übertreibungen ergänzte.
Der Schwerpunkt der Anklage lag nach § 209 Abs. 1 des Rumänischen Strafgesetzbuches auf der Anschuldigung der „Anregung oder Gründung von Organisationen [...] zum Zwecke der Änderung der bestehenden sozialen Ordnung im Staate oder der volksdemokratischen Regierungsform“ bzw. auf § 209 Abs. 2, „jegliche[r] Unterstützung der in Punkt 1 aufgezeigten Organisationen oder Vereinigungen oder d[er] Werbung oder d[es] Unternehmen[s] von Handlungen zugunsten derselben oder deren Mitglieder.“
Außer einem „konspirativen Treffen“ als Gründungsakt für eine regimefeindliche Organisation verfolgte die Anklage noch drei weitere Linien. Erstens wurden Belege dafür präsentiert, dass es sich bei den Betroffenen um generell gefährliche und regimefeindliche Personen handele. Zweitens wurden ihnen Kontakte zum Ausland, besonders zu Heinrich Zillich, vorgeworfen.
Schließlich konzentrierte sich die Anklage auf die Werke der Angeklagten, die vorab von einer vom Gericht beauftragten Expertenkommission nach realistisch-sozialistischen Kunstmaßstäben analysiert worden waren.

## Ablauf und Akteure
Der von einem Militärgericht verhandelte Geheimprozess dauerte insgesamt achtzehn Stunden. Ablauf, Umstände und Rahmen des Prozesses wurden äußerst bewusst konstruiert, und alle Reaktionen, auch die der angeklagten Künstler, waren zumindest theoretisch vorher festgelegt.
Vorsitzender war Gerichtsmajor Dragoş Cojocaru. Als Militärstaatsanwalt fungierte Virgil Liciu, der bereits als Staatsanwalt durch den Schwarze-Kirche-Prozess und bei einem Prozess gegen Temeswarer Studenten bekannt geworden war. Das Publikum bestand vorrangig aus Securitate-Offizieren, Parteifunktionären und Journalisten, denen das Verfassen von Notizen allerdings untersagt worden war.
Belastendes Material entstand außer durch die literarischen Texte durch Zeugenaussagen. Bei den Belastungszeugen handelte es sich um gezielt ausgesuchte Personen aus den persönlichen Bekannten- oder Freundeskreisen der Angeklagten. Diese wurden nicht selten durch die Securitate erpresst. Die meisten Zeugen relativierten jedoch in der Verhandlung die Aussagen, die sie bereits vorher per Erklärung in den Verhören des Geheimdienstes gemacht hatten. Der einzige von acht Zeugen, der die Angeklagten auch im Prozess belastete, war Eginald Schlattner. Bereits im Dezember 1957 verhaftet, war er der Kronzeuge der Anklage, der auch als Letzter aussagte. Besonders Schlattners Aussagen untermauerten vor dem Gericht die unterstellte Konspirations-Fiktion.
Die Verteidigung der Angeklagten fiel unterschiedlich aus. Harald Siegmund entsprach seiner zugewiesenen Rolle als bereits Schuldiger und bezichtigte sich selbst. Georg Scherg machte einige Zugeständnisse, hielt sich aber wie Wolf von Aichelburg und Andreas Birkner daran, den Beschuldigungen mit Argumenten der Vernunft zu begegnen; alle drei nannten die Wahrheit über ihre Absichten, stritten aber deren Widerstandscharakter oder Schuldbeleg vor allem unter Verweis auf humanistische und aufklärerische Ideale ab. Hans Bergels Verteidigung stellte eine dritte Vorgehensweise dar. Er stritt alle Schuldzuweisungen ab und setzte der Interpretation seiner Werke eine eigene entgegen, die aber im Gegensatz zu seinen Schriftstellerkollegen auf sozialistisch-realistischer Argumentation beruhte.

## Urteile
- Wolf von Aichelburg: 25 Jahre Zwangsarbeit (1964 entlassen)
- Hans Bergel: 15 Jahre Zwangsarbeit (1964 entlassen)
- Andreas Birkner: 25 Jahre Zwangsarbeit (1964 entlassen)
- Harald Siegmund: 10 Jahre Zwangsarbeit (1962 entlassen)
- Georg Scherg: 20 Jahre Zwangsarbeit (1962 entlassen)

## Folgen
Da die Angeklagten des Schriftstellerprozesses ausnahmslos Angehörige der rumäniendeutschen Minderheit, speziell der Siebenbürger Sachsen, waren, zielte der Prozess auch auf die Gruppe im Allgemeinen ab. Die Verurteilung der Schriftsteller und ihrer Literatur stellte dazu das repräsentative Medium dar. Durch den Prozess wurden Angst und Isolation im öffentlichen und privaten Bereich der Minderheit erzeugt. Obwohl keine Artikel über den Prozess in der rumänischen oder rumäniendeutschen Presse erschienen, waren die Folgen des Kronstädter Schriftstellerprozesses weitreichend für die deutsche Minderheit in Rumänien spürbar. Der Literaturbetrieb wurde nicht nur durch die Abwesenheit der inhaftierten Autoren unter anderem als Redakteure oder Hochschullehrer geschädigt, sondern auch dadurch, dass andere Vertreter der traditionellen siebenbürgisch-sächsischen Literatur sich nicht mehr zu Wort meldeten, keine Texte mehr zur Publikation anboten oder den Redakteuren das Material zu heikel war. In der Zeitung Neuer Weg sank der Anteil rumäniendeutscher Autoren seit 1957 in jedem Bereich stark. 1959 wurde in 22 von 50 Ausgaben keine Originalliteratur in Lyrik oder Prosa von Rumäniendeutschen mehr veröffentlicht – in einer Zeitung, die von und für die Minderheit gedacht war. In neun weiteren Ausgaben war es nur jeweils ein Gedicht. Erzählungen wurden infolge der Verurteilung der Autoren, die zuvor viel im fiktionalen Bereich veröffentlicht hatten, zunehmend von Reportagen verdrängt. Übersetzungen politischer Artikel aus der Parteizeitschrift Scânteia wurden vermehrt neu abgedruckt.

„Viele der im ‚Neuen Weg‘ Mitte der 1950er Jahre präsenten Autoren wurden in dieser Zeit einfach aus dem Gedächtnis der Zeitung gelöscht.“